# Eikenmos
Eikenmos of gewoon geweimos (Evernia prunastri), synoniem Evernia herinii) is een korstmossoort uit de familie Parmeliaceae (schildmosachtigen). De soort is in Nederland vrij algemeen en niet bedreigd.

## Determinatie
Eikenmos is een struikvormig korstmos dat zeer variabel van vorm kan zijn. Het thallus is vrij onregelmatig en dicht vertakt, met afgeplatte takken met stompe uiteinden. De takken zijn grijsgroen aan de bovenzijde en witgrijs of iets roze aan de onderzijde. 
Eikenmos heeft de volgende kenmerkende kleurreacties: schors K+ geel, merg K−.

### Gelijkende taxa
Eikenmos kan wel verward worden met melig takmos (Ramalina farinacea), waarvan de onderzijde meer groen is en de uiteinden van de takken spits.

## Ecologie
Eikenmos kan zowel epifytisch, terrestrisch als epilitisch worden aangetroffen. Het groeit vooral epifytisch op zure schors van de stammen van laanbomen, vooral eiken, maar wordt ook regelmatig aangetroffen op andere vrijstaande loofbomen en in struweel. Daarnaast kan de soort ook op takken en twijgen in bossen groeien en ook op rottend hout, boomstronken en bewerkt hout in heide en stuifzand. In duinen en heiden kan de soort soms terrestrisch worden aangetroffen. Epilitisch wordt het incidenteel aangetroffen op hunebedden en zwerfkeien.

### Syntaxonomie
Binnen epifytische vegetatie staat eikenmos te boek als kensoort voor de schorsmos-klasse. Binnen deze klasse wordt op klasseniveau een rompgemeenschap onderscheiden waarin eikenmos de naamgevende dominant is; deze rompgemeenschap is in de noordelijke helft van Nederland zeer algemeen.
Wanneer eikenmos terrestrisch groeit geldt het als kensoort voor de duin-buntgras-associatie.

### Indicatorsoort
Eikenmos is een indicatorsoort die als graadmeter geldt voor de luchtkwaliteit. De hoge zwaveluitstoot van de jaren tachtig, met de daarbij horende zure regen (zwaveldioxide opgelost in regenwater) zorgde ervoor dat de soort zo goed als verdwenen was. Het symbiotische organisme kon herstellen doordat er werd overgeschakeld op 'schone energiebronnen' (van stookolie en kolen naar aardgas).
Vandaag de dag zorgt stikstof; ammoniak (NH3) en stikstofoxiden (NOX) ervoor dat de soort het moeilijk heeft. De reactieve stikstof verandert de zuurtegraad van de schors, waardoor de soort opnieuw achteruitgaat.

## Neodarwinisme onder eikenmos
Binnen de eikenbossen is er altijd veel kleurvariatie geweest. In de natuur is de soort veelal groenig van kleur, terwijl de exemplaren die in de stad groeien veel eerder grijs zijn. Dit komt omdat er in de stad minder slaken zijn die de korstmos willen opeten, waardoor dat de gif - kleur - stof usininezuur bij exemplaren in de stad minder of niet aanwezig is. Daarentegen moeten de exemplaren in de stad meer energie steken in het voortplaten omdat de bomen niet de kans krijgen om oud te worden.
In het licht van Darwins evolutie leer:
- Er was veel variatie binnen de soort.
- De exemplaren die zich het rapst konden aanpassen aan hun nieuwe omgeving hadden een voordeel (de exemplaren met minder usininezuur) de 'struggel to survive'/onderlinge competitie.
- De exemplaren die amper tot geen usininezuur hadden, waardoor ze meer energie konden steken in het voortplanten werden dominant in de stad. De best aangepaste organismen blijven over - Survival of the fittest -.

## Verspreiding
Het verspreidingsgebied van eikenmos strekt zich hoofdzakelijk uit over de bossen van streken met een gematigd klimaat op het noordelijk halfrond. In Nederland en België is de soort betrekkelijk algemeen.

## Gebruik
Eikenmos wordt met name in Slovenië, Bosnië en andere landen in het zuiden van Centraal-Europa in het wild geoogst. Het meeste geoogste eikenmos wordt in het Franse Grasse en omgeving verwerkt tot absolues en concrètes voor gebruik in parfums en andere cosmetica.
Eikenmos wordt in de parfumerie veel gebruikt, met name in fougère- en chypreparfums.
Bij gebruik van eikenmosextracten in parfum en andere cosmetica moet het als Evernia prunastri worden vermeld op de INCI ingrediëntendeclaratie, behalve indien er een minimale hoeveelheid in het product is gebruikt. Deze declaratie is verplicht omdat eikenmos relatief vaak voor een allergische reactie zorgt.